# Na wschód od słońca, na zachód od księżyca
Na wschód od słońca, na zachód od księżyca (norw. Østenfor sol og vestenfor måne) – norweska baśń.

## Charakterystyka
Utwór jest baśnią ludową z elementami magicznymi. Baśń spisali Peter Christen Asbjørnsen i Jørgen Engebretsen Moe i opublikowali w zbiorze Norweskie opowieści ludowe (norw. Norske Folkeeventyr) w 1844 roku. Istnieje około 70 zapisów tej historii, co świadczy o jej szerokim rozpowszechnieniu. Baśń jest popularna w krajach skandynawskich, szczególnie w Norwegii.

## Fabuła
Biedny dzierżawca zgadza się oddać swoją najmłodszą córkę białemu niedźwiedziowi w zamian za bogactwo. Córka mieszka we wspaniałym zamku z niedźwiedziem. W nocy czar znika, niedźwiedź zamienia się w księcia. Przed świtem wszystko powraca, jak było za dnia.
Dziewczyna tęskni za rodziną i odwiedza ich, pomimo ostrzeżenia niedźwiedzia. Matka radzi jej zapalić świecę, aby zobaczyć księcia. Córka zapala świecę, widzi księcia, ale budzi go woskiem. Książę musi wrócić do zamku macochy, aby poślubić brzydką księżniczkę. Córka zostaje w lesie i postanawia odnaleźć księcia. Spotyka trzy stare kobiety, które dają jej złote przedmioty: jabłko, grzebień do czesania wełny i kołowrotek. Każda z kobiet pożycza jej konia, aby dotrzeć do następnej. Ostatnia kobieta kieruje ją do Wiatru Wschodniego.
Wiatr Wschodni zabiera ją do Wiatru Zachodniego, ten do Wiatru Południowego, a ten do Wiatru Północnego. Wiatr Północny zabiera ją do zamku „na wschód od słońca i na zachód od księżyca”. W zamku córka spotyka księżniczkę z długim nosem, która ma poślubić księcia. Córka używa złotych przedmiotów, aby targować się z księżniczką o noce z księciem. Przez dwie noce książę jest uśpiony przez napój, ale trzeciej nocy udaje, że pije, i pozostaje przytomny. Książę i córka planują, jak pokonać macochę i księżniczkę. Książę ogłasza, że poślubi tę, która potrafi wyprać plamy wosku z jego koszuli. Tylko córka, jako chrześcijanka, potrafi to zrobić, co ujawnia jej prawdziwą tożsamość.
Macocha i księżniczka wybuchają z wściekłości, a zaklęcie zostaje złamane; książę i córka uwalniają uwięzionych chrześcijan, zabierają skarby i odchodzą, żyjąc długo i szczęśliwie.

## Postacie
W baśni pojawiają się następujący bohaterowie:
- Dziewczyna, najmłodsza córka biednego dzierżawcy, która jest główną bohaterką.
- Biały niedźwiedź, który okazuje się zaklętym księciem, centralną postacią fabuły.
- Macocha księcia, czarownica, antagonistka, która rzuciła na niego klątwę.
- Księżniczka z długim nosem, narzeczona księcia w zamku, również antagonistka.
- Trzy stare kobiety, które pomagają dziewczynie, dając jej złote jabłko, grzebień do czesania wełny i kołowrotek.
- Cztery wiatry (wschodni, zachodni, południowy, północny), które pomagają dziewczynie dotrzeć do zamku.
- Uwięzieni chrześcijanie, uwolnieni na końcu baśni.